# Ivan Mactaggart
Ivan Mactaggart (* 20. Jahrhundert) ist ein Executive Producer und Filmproduzent, der für einen Oscar nominiert wurde.

## Karriere
Mactaggart ist seit dem Jahr 2005 als Executive Producer im Filmgeschäft tätig. So wirkte er bei der britischen Filmkomödie The Truth About Love – oder: Was du niemals wissen wolltest…, mit Jennifer Love Hewitt in der Hauptrolle, mit. Es folgten das Filmdrama Unwiderstehlich mit Susan Sarandon, der Horrorfilm Wilderness, beide aus dem Jahr 2006, My Week with Marilyn mit Michelle Williams als Marilyn Monroe aus dem Jahr 2011 sowie der Kurzfilm The Truth About Stanley und der britische Fernsehfilm The Wipers Times über den Ersten Weltkrieg, in denen er ebenfalls als Executive Producer verantwortlich war. Für seine Beteiligung als Filmproduzent bei dem Animationsfilm Loving Vincent erhielten er, Dorota Kobiela und Hugh Welchman eine Oscar-Nominierung in der Kategorie „Bester Animationsfilm“. Des Weiteren bescherte ihm der Film eine BAFTA-Award-Nominierung bei den British Academy Film Awards 2018 und eine Nominierung bei der OFTA-Awards der Online Film & Television Association.

## Filmografie (Auswahl)
- 2005: The Truth About Love – oder: Was du niemals wissen wolltest… (The Truth About Love)
- 2006: Unwiderstehlich (Irresistible)
- 2006: Wilderness
- 2011: My Week with Marilyn
- 2012: The Truth About Stanley (Kurzfilm)
- 2013: The Wipers Times (Fernsehfilm)
- 2017: Loving Vincent
- 2018: Geheimnis eines Lebens (Red Joan)